# Defiant (Star Trek: Stanice Deep Space Nine)
Defiant (v anglickém originále Defiant) je v pořadí devátá epizoda třetí sezóny seriálu Star Trek: Stanice Deep Space Nine.

## Příběh
Na majora Kiru doléhá množství povinností, a protože je unavená a přepracovaná, vyjede na doktora Bashira. Ten jí za „odměnu“ nařídí pro zbytek dne volno. Večer se v baru u Quarka seznámí s komandérem Williamem Rikerem, který na stanici Deep Space Nine tráví dovolenou. Riker využije náklonnosti ke Kiře k prohlídce Defiantu. Poté, co Kira odemkne můstek, ji Riker omráčí, komandéru Siskovi namluví, že došlo k protržení plazmového potrubí a žádá uvolnění lodi, aby s ní mohl od stanice odletět. Kotevní svorky jsou uvolněny a Defiant mizí warpovou rychlostí pryč.
Odo informuje Siska a gula Dukata, že oním mužem není William Riker, ale jeho dvojník, který vznikl při poruše transportéru a říká si Tom Riker. Tom ale zběhl k Makistům a loď tak představuje vážnou hrozbu pro Cardassijskou unii a také mír mezi ní a Spojenou federací planet. Gul Dukat nesouhlasí se společnou operací, ale Sisko mu nabídne, že spolu poletí na Cardassii I přesvědčit Ústřední velení a pomůže Defiant zastavit nebo zničit.
Defiant pod velením Rikera míří do systému Orias, aby zničil tajnou základnu, ve které se staví invazní flotila. Lodě gula Dukata se Siskovou pomocí pronásledují Defiant, když se před nimi náhle objeví tři neznámé cardassijské lodě třídy Keldon. Nejsou to vojenské lodě, patří totiž Obsidiánskému řádu, který má přísný zákaz vlastnit jakékoliv vojenské vybavení. Gul Dukat by rád získal informace o nelegální činnosti řádu a proto nabízí Rikerovi obchod. Výměnou za informace ho neodsoudí k smrti, ale do pracovního tábora a zbytek posádky bude souzen Federací. Riker přijímá a Kira mu slibuje, že ho z tábora dostane.

## Zajímavosti
- Postava Thomase Rikera se poprvé objevuje v epizodě Nové generace „Druhá šance“.
- První setkání s cardassijskými loděmi třídy Keldon postavenými Obsidiánským řádem. Později budou použity k útoku na domovskou planetu Tvůrců.